# Roman Salanoa

a Compétitions nationales et continentales officielles uniquement.

b Matchs officiels uniquement.
Dernière mise à jour le 29 août 2023.
Roman Salanoa, né le 28 octobre 1997 à Hawaï (États-Unis), est un joueur américain et irlandais de rugby à XV jouant au poste de pilier droit au Munster depuis 2020.
Il commence par jouer au football américain avant de se tourner vers le rugby assez tard. Après de bonnes performances avec la sélection américaine des moins de 20 ans, il est repéré par le Leinster où il fait ses débuts professionnels quelque temps plus tard. En 2020, il rejoint le Munster avec qui il se révèle et remporte le United Rugby Championship en 2023.
Eligible pour jouer pour l'Irlande grâce à plus de cinq ans de résidence sur le territoire irlandais, il est depuis 2022 aux portes du XV du Trèfle, mais n'a jamais connu sa première cape.

## Biographie

### Jeunesse et formation
Roman Salanoa naît à Oahu, la troisième plus grande des îles hawaïennes. Il est d'origine samoane. Il fréquente la Kahuku High & Intermediate School (en) où il pratique le football américain. En 2015, il remporte le championnat de l'État et est sélectionné dans l'équipe All-State au poste de defensive lineman.
Durant sa dernière année au lycée, il commence à jouer au rugby et remporte le championnat de l'État aussi dans ce sport. Âgé de 18 ans, alors qu'il n'a joué qu'une poignée de matchs dans ce sport, il est sélectionné avec l'équipe des États-Unis des moins de 20 ans pour le Trophée mondial des moins de 20 ans en 2016, où son équipe finit cinquième.
À la suite de ses performances avec les moins de 20 ans américains, un essai d'une semaine est organisé pour Salanoa avec l'équipe du Leinster à la fin de l'année 2016. Il retourne en Irlande en septembre 2017 pour rejoindre le centre de formation du Leinster, et rejoint également le club du Old Belvedere RFC, basé à Dublin, où il joue pour les moins de 20 ans.

### Débuts professionnels au Leinster (2019-2020)
Salanoa progresse dans l'équipe senior d'Old Belvedere, jouant dans la Division 1B du Championnat d'Irlande, tout en jouant pour le Leinster A lors de la Cara Cup 2018, un tournoi organisé aux États-Unis entre le club de Major League Rugby, les Free Jacks de la Nouvelle-Angleterre, et les équipes A de chacune des quatre provinces irlandaises. Après s'être entraîné avec l'équipe senior pendant la pré-saison 2019-2020, Salanoa a fait ses débuts avec le Leinster en tant que remplaçant lors de la victoire 47-17 contre le club anglais de Coventry lors d'une rencontre amicale en août 2019, avant de faire ses débuts professionnels en tant que remplaçant lors d'une victoire 54-42 du Leinster contre l'Ulster lors de la huitième journée de la saison 2019-2020 du Pro14, le 20 décembre 2019. Par la suite, il joue seulement deux autres matchs durant la saison. À l'issue de la saison, le Leinster est sacré champion du Pro14 après avoir battu l'Ulster en finale,. Salanoa remporte ainsi le premier trophée de sa carrière, bien qu'il ne participe pas à la finale.

### Révélation au Munster (depuis 2020)
Après seulement une saison jouée avec le Leinster, Roman Salanoa rejoint le Munster à partir de la saison 2020-2021, et y signe un contrat de deux ans. Il joue son premier match avec sa nouvelle équipe le 10 octobre 2020, durant la deuxième journée de championnat contre Édimbourg et son équipe s'impose 25-23. Quelque temps plus tard, en mars 2021, il marque le premier essai de sa carrière face au Benetton lors de la seizième journée du championnat. En fin de saison, le Munster perd en finale du Pro14 16 à 6 face au Leinster,. Salanoa ne participe pas à cette rencontre.
La saison suivante, en 2021-2022, Roman Salanoa prolonge de trois ans son contrat avec le Munster. Ensuite, en début de saison 2022-2023, il est sélectionné avec l'équipe Emerging Ireland (en) pour participer à plusieurs rencontres amicales en Afrique du Sud face aux Cheetahs, aux Griquas et aux Pumas. Il est éligible pour représenter l'Irlande car il y vit depuis plus de cinq ans. Il entre en jeu lors de la victoire 54-7 contre les Griquas le 30 septembre, est titularisé lors de la victoire 28-24 contre les Pumas le 5 octobre, puis entre en jeu lors de la victoire 21-14 contre les Cheetahs le 9 octobre. Quelques semaines plus tard, il est sélectionné pour la première fois en équipe d'Irlande pour les tests internationaux d'automne 2022. Il ne joue cependant aucun match à cette occasion. Puis, alors qu'il n'était pas sélectionné avec le XV du Trèfle pour le Tournoi des Six Nations 2023, il est finalement appelé pour remplacer Tadhg Furlong, blessé. Il ne connaît toujours pas sa première cape lors de cette compétition que l'Irlande remporte en réalisant le Grand Chelem. De retour avec sa province, il est dans un premier temps éliminé dès les huitièmes de finale de Champions Cup par l'équipe sud-africaine des Sharks. Puis, son équipe se qualifie toutefois en finale du United Rugby Championship après avoir battu le Leinster en demi-finale. En finale, les Irlandais affrontent les Sud-Africains des Stormers, et Roman Salanoa commence la rencontre sur le banc des remplaçants avant d'entrer en jeu en seconde période à la place de Stephen Archer. Le Munster s'impose 19 à 14 et remporte cette compétition pour la première fois depuis 2011,.
À la suite d'une grave blessure au genou, il est opéré et manque l'intégralité de la saison 2023-2024.

## Palmarès
- Leinster
  - Vainqueur du Pro14 en 2020
- Munster
  - Finaliste du Pro14 en 2021
  - Vainqueur du United Rugby Championship en 2023